# Biblioteca Pública de Seattle
La Biblioteca Pública de Seattle (idioma inglés: Seattle Public Library) es el sistema de bibliotecas de Seattle, Washington, Estados Unidos. Tiene una biblioteca central y muchas sucursales.

## Bibliotecas
- La Biblioteca Central de Seattle
- Ballard Branch
- Beacon Hill Branch
- Broadview Branch
- Capitol Hill Branch
- Columbia Branch
- Delridge Branch
- Douglass-Truth Branch
- Fremont Branch
- Green Lake Branch
- Greenwood Branch
- High Point Branch
- International District / Chinatown Branch
- Lake City Branch
- Madrona-Sally Goldmark Branch
- Magnolia Branch
- Montlake Branch
- NewHolly Branch
- Northeast Branch
- Northgate Branch
- Queen Anne Branch
- Rainier Beach Branch
- South Park Branch
- Southwest Branch
- University Branch
- Wallingford Branch
- West Seattle Branch